# Steve Birnbaum
Steven Mitchell Birnbaum (Newport, 23 gennaio 1991) è un ex calciatore statunitense, di ruolo difensore.

## Carriera

### Nazionale
Dal 2015 è nel giro della Nazionale statunitense.
Nel 2016 viene convocato per la Copa América Centenario negli Stati Uniti.